# Championnat d'Asie masculin de basket-ball 2015
Navigation
Philippines 2013 Liban 2017
Le championnat d'Asie de basket-ball 2015 est le 28e championnat d'Asie de basket-ball masculin organisé par la FIBA Asie. Il a lieu du 23 septembre au 3 octobre 2015 en Chine.

## Classement final
- Équipes qualifiées pour la Jeux olympiques de 2016.
- Équipes ayant obtenu leur qualification pour le tournoi préolympique de basket-ball 2016.

| Place              | Équipes     | V-D | Stade de la compétition             |
| ------------------ | ----------- | --- | ----------------------------------- |
| Médaille d'or      | Chine       | 9–0 | Vainqueur                           |
| Médaille d'argent  | Philippines | 7-2 | Finaliste                           |
| Médaille de bronze | Iran        | 7-2 | Vainqueur de la petite finale       |
| 4                  | Japon       | 5-4 | Petite finale                       |
| 5                  | Liban       | 5-4 | Vainqueur du match pour la 5e place |